# Лаурі Лехтінен
Ла́урі Ле́хтінен  (фін. Lauri Lehtinen, 10 серпня 1908 — 4 грудня 1973) — фінський легкоатлет, олімпійський чемпіон.
| Олімпіада         | Дисципліна         | Місце |
| ----------------- | ------------------ | ----- |
| Лос-Анджелес 1932 | біг на 5000 метрів | 1     |
| Берлін 1936       | біг на 5000 метрів | 2     |

## Зовнішні посилання
- Досьє на sport.references.com [Архівовано 8 жовтня 2009 у Wayback Machine.]